# Weinbau in Colorado
Weinbau in Colorado bezeichnet den Weinbau im amerikanischen Bundesstaat Colorado. Gemäß US-amerikanischem Gesetz ist jeder Bundesstaat und jedes County per definitionem eine geschützte Herkunftsbezeichnung und braucht nicht durch das Bureau of Alcohol, Tobacco, Firearms and Explosives als solche anerkannt zu werden.

## Lage
Colorado wird im zentralen und westlichen Teil des Staates von den Bergketten der Südlichen Rocky Mountains durchzogen, von denen das San-Juan-Gebirge im Südwesten, die Sawatchkette im Zentrum sowie die beiden östlichen Ausläufer der Rocky Mountains, Front- sowie Sangre de Cristo Range, zu den bedeutendsten Gebirgen gehören. Die Weinberge von Colorado liegen in Höhen von 1200 bis 1950 m und zählen damit zu den weltweit höchstgelegenen.
In Colorado gibt es warme, teils heiße Sommer und kalte, schneereiche Winter. Vor allem die Temperaturunterschiede zwischen Tag und Nacht sind teilweise extreme und verlängern den Vegetationszyklus der Reben. So kann es im Sommer trotz hoher Tagestemperaturen nachts empfindlich kalt werden. Die Niederschläge (jährlich ca. 400–500 mm) sind auf das ganze Jahr verteilt, während der Sommer etwas feuchter ist.